# Sâncrăieni
Sâncrăieni (en hongrois : Csíkszentkirály) est une commune du județ de Harghita en Roumanie.